# Uschi Glas

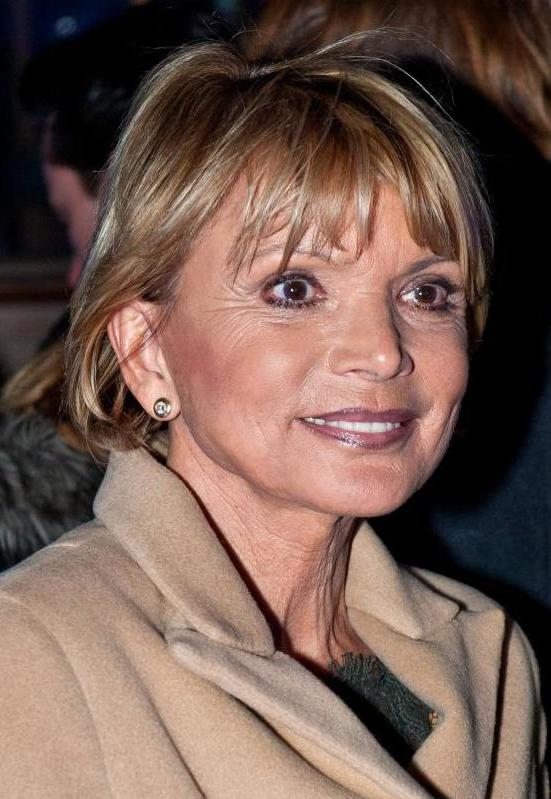
Uschi Glas (2012)

Helga Ursula „Uschi“ Glas (* 2. März 1944 in Landau an der Isar) ist eine deutsche Schauspielerin. Sie wurde 1966 als Apanatschi in dem Jugendfilm Winnetou und das Halbblut Apanatschi bekannt und erlebte ihren Durchbruch zum Leinwandstar 1968 in der weiblichen Hauptrolle in der zeitkritischen Filmkomödie Zur Sache, Schätzchen der Filmemacherin May Spils. Sie trat auch als Sängerin in Erscheinung.
In den 1980er Jahren wurde Glas zu einer beliebten Hauptdarstellerin populärer deutscher Fernsehserien. In den 2010er Jahren wirkte sie in einer komödiantischen Nebenrolle in mehreren der erfolgreichen Fack ju Göhte-Filme mit. Insbesondere in den 1970er und 1980er Jahren spielte sie auch Theater. Glas erhielt zahlreiche Auszeichnungen, ist Gründerin des wohltätigen Vereins Brotzeit und auch darüber hinaus sozialpolitisch engagiert.

## Herkunft und Ausbildung
Uschi Glas wurde 1944 als jüngstes von vier Kindern des Angestellten Christian Glas und seiner Frau Josefine, geb. Kratzer, in Landau geboren und wuchs dort mit ihren beiden Schwestern und ihrem Bruder in einfachen Verhältnissen auf. Ihr Vater arbeitete bei dem Autohersteller Hans Glas GmbH, war aber mit dem Firmeninhaber nicht verwandt. Im konservativen Milieu ihrer Heimatstadt erlebte Uschi Glas als Schulkind Ausgrenzung, da sie, so erzählte sie später, aus einer sozialdemokratischen evangelischen Familie stammte. 1960 schloss sie die Realschule in Landau mit der mittleren Reife ab. Nach einer Anstellung als Buchhalterin bei dem Unternehmen Maschinen-Bayer in Dingolfing ließ sich Glas 1964 in München nieder, wo sie als Sekretärin in der Anwaltskanzlei Rolf Bossis und einem Fuhrunternehmen arbeitete. Zugleich suchte sie den Kontakt zur Filmbranche.

## Karriere

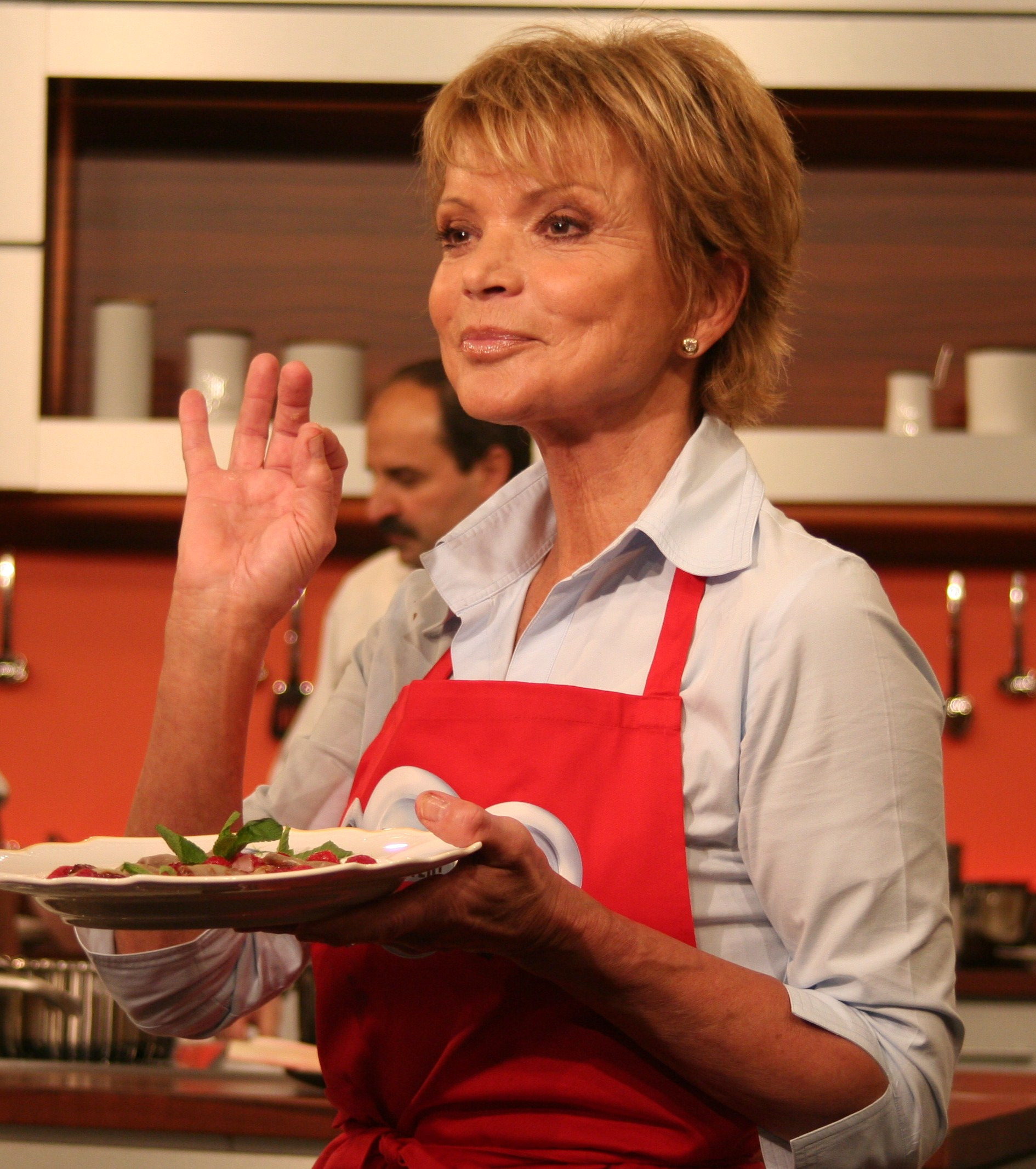
Uschi Glas (2010)

### Schauspielerin
Bei einem Empfang zur Premiere des Kinofilms Das Liebeskarussell machte Glas gegenüber dem Produzenten, Horst Wendlandt, einige kritische Bemerkungen. Dieser zeigte Interesse an ihr und gab ihr 1965 in Der unheimliche Mönch eine kleine Filmrolle (noch unter dem Namen Ursula Glas). Da sie überzeugte, erhielt sie Schauspielunterricht bei Anne-Marie Hanschke und durfte bald erste Hauptrollen spielen wie in der Karl-May-Verfilmung Winnetou und das Halbblut Apanatschi. Darin wurde sie noch von Marion Hartmann synchronisiert.
Beim erwachsenen Publikum wurde Glas 1968 an der Seite von Werner Enke in der Rolle der Barbara in der Filmkomödie Zur Sache, Schätzchen bekannt, in der sie einen – unvollendeten – Striptease zeigt. In der Filmreihe Die Lümmel von der ersten Bank, die im selben Jahr startete, spielte sie die Schwester des von Hansi Kraus dargestellten Lehrerschrecks Pepe Nietnagel. Glas übernahm in weiteren Kinofilmen die weibliche Hauptrolle, mehrmals an der Seite des populären Schlagersängers Roy Black. 1969 hatte sie in Düsseldorf ihr Debüt am Theater in dem Bühnenstück Unsere liebste Freundin.
Glas war in fünf Edgar-Wallace-Filmen zu sehen. Danach trat sie immer öfter in Fernsehserien auf, so 1973 in der Krimiserie Der Kommissar, und bald stand sie selbst im Mittelpunkt von Serien wie Polizeiinspektion 1 (ab 1977) und Unsere schönsten Jahre (ab 1983). 1986 sollte sie Filmpartnerin von Christian Quadflieg in der Fernsehserie Der Landarzt werden, doch verließ sie die Produktion wegen ihrer Schwangerschaft kurz nach Beginn der Dreharbeiten. Ab 1989 war sie an der Seite von Elmar Wepper in der TV-Serie Zwei Münchner in Hamburg zu sehen. Für die ab 1993 erschienene Filmreihe Tierärztin Christine, in der sie die Titelrolle spielte, schrieb sie auch das Drehbuch. Weitere Erfolgsserien waren Anna Maria – Eine Frau geht ihren Weg (ab 1994, mit Glas als Kiesgrubenbesitzerin) und Sylvia – Eine Klasse für sich (ab 1998, mit ihr als Lehrerin) sowie Zwei am großen See (ab 2004, mit Glas in der Rolle der Antonia Berger). 
In den erfolgreichsten deutschen Kinofilmen der Jahre 2013, 2015 und 2017, Fack ju Göthe, Fack ju Göhte 2 und Fack ju Göthe 3, verkörperte Glas in einer Nebenrolle eine suizidgefährdete ausgebrannte Lehrerin. Damit hat sie in zehn der 100 erfolgreichsten zwischen 1966 und 2017 produzierten deutschen Kinofilme mitgespielt. In dem Fernsehfilm Club der einsamen Herzen, der im Sommer 2018 gedreht wurde, spielten Glas, Hannelore Elsner und Jutta Speidel Jugendfreundinnen, die sich nach vielen Jahren wiedertreffen und gemeinsam ein Tanzcafé eröffnen wollen.
2020 und 2024 spielte sie in den beiden Kinofilmen Max und die wilde 7 und Max und die Wilde 7: Die Geister-Oma, die alternde Schauspielerin Vera, die sie optisch als Hommage an die Innenarchitektin und Modeikone Iris Apfel anlegte.

### Sängerin
Im Jahr 1970 versuchte sich Glas als Schlagersängerin: Mit dem Produzenten Giorgio Moroder nahm sie die Singleschallplatte Wenn dein Herz brennt, eine deutsche Fassung von Love Grows (Where My Rosemary Goes) von Edison Lighthouse, auf. 2002 veröffentlichte sie das Musikalbum Uschi Glas singt die schönsten Weihnachtslieder und 2003 Sonne, Mond und Sterne – Uschi Glas singt die schönsten deutschen Lieder. Im April 2024 nahm Glas kostümiert als „Tapsi, der Babylöwe“ an der ProSieben-Show The Masked Singer teil und belegte den siebten Platz.

### Autorin
Im Jahr 1996 veröffentlichte Uschi Glas unter dem Titel Gesund, schlank und schön ein Kochbuch mit Rezepten für das ganze Jahr. 2004 erschien ihre Autobiographie, Mit einem Lächeln,  und 2016 das Buch Herzenssache. Vom Glück, gebraucht zu werden.

## Privates
Von 1966 bis Ende 1970 war der Filmproduzent Bobby Arnold Glas’ Lebenspartner, von 1971 bis 1973 Max Graf Lamberg und danach Bernd Tewaag, mit dem sie von 1981 bis Februar 2003 verheiratet war. Aus dieser Verbindung gingen drei Kinder hervor: der Filmproduzent Benjamin Tewaag (* 1976), ein 1982 geborener Jurist und Julia Tewaag (* 1986), die als Kind in der Fernsehreihe Tierärztin Christine an Glas’ Seite auftrat. Im Oktober 2005 heiratete Glas den Unternehmensberater Dieter Hermann, den sie bei einem Golfturnier kennengelernt hatte. Glas wohnt in München.

## Engagement

### Soziales Engagement
Im Jahr 2009 gründete Uschi Glas zusammen mit ihrem Ehemann, Dieter Hermann, den Verein brotZeit e. V., der bundesweit kostenlos Frühstücke an Schulkinder ausgibt, und für den sie bis 2022 als Vorstandsmitglied und ab 2022 im Aufsichtsrat und durchgängig für dessen Öffentlichkeitsarbeit tätig ist. Seit vielen Jahren ist sie zudem Schirmherrin der Deutschen Stiftung Patientenschutz.
Fast 20 Jahre setzte sie sich für die in den USA zum Tode verurteilte Debbie Milke ein. Glas pflegte engen Kontakt zu Milkes mittlerweile verstorbener Mutter, traf sich mit Milkes Anwälten und verschickte eine selbst produzierte DVD über den Fall an Freunde. Bei einer Münchner Sicherheitskonferenz ließ sie sich als Dinner-Tischdame von John McCain einschleusen – in der vergeblichen Hoffnung, den Senator aus Arizona für ihre Sache gewinnen zu können. Milke wurde 2013 aus der Haft entlassen.
Ferner engagiert Uschi Glas sich seit vielen Jahren aktiv im Kampf gegen Blutkrebs und unterstützt die Deutsche Knochenmarkspenderdatei sowohl finanziell als auch mit ehrenamtlichem Engagement. Ebenso unterstützt sie die Felix Burda Stiftung bei einer Kampagne für Darmkrebsvorsorge.
Glas engagierte sich auch für die Augsburger Benefiz-Fußballelf Datschiburger Kickers, die sich dem Fundraising für wohltätige Zwecke verschrieben hat. Für ihr jahrelanges Engagement und die Gründung von brotZeit erhielt sie 2009 gemeinsam mit Dieter Hermann von Kinderlachen den „Kind-Award“.

### Politisches Engagement
Glas tritt vor allem mit philanthropisch-empathischen, keiner Partei zuzuordnenden Ansichten in Erscheinung. So kritisierte sie 2017 mehrfach die Flüchtlingspolitik der CSU und äußerte in einem Interview, dass sie „gegen eine Obergrenze für Flüchtlinge aus Kriegsgebieten“ sei, „sie haben ein Recht darauf, aufgenommen zu werden.“ In einem Interview ergänzte sie: „Ich muss meinem Gewissen folgen und abends in den Spiegel schauen können. Es geht um Menschen und nicht um Zahlen, die man beliebig hin und her schieben kann.“ Zudem kritisierte sie die Frauen- und Familienpolitik der CSU; so gäbe es auch andere Dinge, die sie „unmöglich fände“, „zum Beispiel das Betreuungsgeld für Mütter, die sogenannte Herdprämie.“
Auch ihre Spende an Helmut Kohl im Jahr 2000 sei „aus emotionalem Grund“ erfolgt, sagte Glas später. Man müsse respektieren, „wenn er sagt, dass er sein Ehrenwort nicht brechen will“, und es sei ihr „wurscht“, wenn nun schlecht über sie geredet würde, denn jetzt sei „angesagt, auch mal Courage zu zeigen.“
Wiederholt äußerte sie sich kritisch zu der Objektifizierung des weiblichen Körpers: „Was mir vorschwebt ist, dass die Frauen kämpferischer werden und mehr Selbstbewusstsein entwickeln, um sich eben nicht immerzu über ihren Körper definieren zu müssen.“ Sie berichtete auch über ein sogenanntes MeToo-Erlebnis, eine von ihr abgwehrte und öffentlich gemachte Belästigung, die sie in ihrem Schauspielerberuf erlebt habe. Sie tritt für Frauenförderung und soziale Chancengerechtigkeit ein und plädiert dafür, Mädchen früh genug und besser zu fördern. Weiterhin ist sie, wo es noch nötig sei, für eine Frauenquote („habe auch das Gefühl, dass es nicht anders funktioniert“) und für die Einrichtung von Kinderbetreuung in Firmen, damit auch junge Mütter die Chance bekämen, ihren Job vollumfänglich ausüben zu können. 
Weiterhin plädierte sie dafür, die Verjährungspflicht für Vergewaltigung und sexuelle Übergriffe abzuschaffen.
Uschi Glas nimmt seit dem Bekanntwerden der Geiselnahmen der Hamas während des Terrorangriffs auf Israel 2023 jeden Sonntag an der Demonstration Run for their lives in München teil, die eine Freilassung der israelischen Geiseln aus den Händen der Hamas fordert.
Bei der Bundestagswahl 2025 unterstützte Glas öffentlich die CDU.

## Rechtsstreitigkeiten
Einen Rechtsstreit verlor Glas, als sie die Berliner Polizei verklagte, weil diese für Ermittlungen im Bereich der Internet-Pornografie ihre Daten benutzt haben soll. Die Beamten hätten angeblich die Nummer ihres Personalausweises, der in einer Zeitschrift abgedruckt war, benutzt, um den Jugendschutzmechanismus einer derartigen Seite zu überprüfen. Die Klage über 20.000 Euro Schmerzensgeld wurde im Juni 2005 abgewiesen.
Im April 2004 geriet Glas wegen einer von ihr vermarkteten Kosmetikserie in die Schlagzeilen: Bei einem Praxistest der Stiftung Warentest waren bei mehreren Testerinnen einer unter Glas’ Namen vertriebenen Creme Reizungen der Gesichtshaut aufgetreten. Die Stiftung beurteilte das Produkt daraufhin als mangelhaft und warnte vor seiner Verwendung. Das Landgericht Berlin wies im April 2005 eine Klage der Herstellerfirma 4S-Marketing GmbH gegen die weitere Verbreitung des Testergebnisses ab, und das Kammergericht Berlin wies die Berufung des Herstellers wegen „mangelnder Aussicht auf Erfolg“ im Juni 2006 zurück und schloss den Rechtsstreit damit endgültig ab.

## Filmografie

### Kino
- 1965: Der unheimliche Mönch
- 1966: Winnetou und das Halbblut Apanatschi
- 1967: Das große Glück
- 1967: Der Mönch mit der Peitsche
- 1968: Zur Sache, Schätzchen
- 1968: Der Gorilla von Soho
- 1968: Die Lümmel von der ersten Bank
- 1968: Zur Hölle mit den Paukern
- 1968: Immer Ärger mit den Paukern
- 1968: Der Turm der verbotenen Liebe
- 1969: Klassenkeile
- 1969: Pepe, der Paukerschreck
- 1969: Der Kerl liebt mich – und das soll ich glauben?
- 1969: Hilfe, ich liebe Zwillinge!
- 1970: Wir hau’n die Pauker in die Pfanne
- 1970: Hurra, unsere Eltern sind nicht da
- 1970: Die Feuerzangenbowle
- 1970: Die Weibchen
- 1970: Nachbarn sind zum Ärgern da
- 1971: Die Tote aus der Themse
- 1971: Wer zuletzt lacht, lacht am besten
- 1971: Wir hau’n den Hauswirt in die Pfanne
- 1971: Black Beauty
- 1971: Hilfe, die Verwandten kommen
- 1971: Wenn mein Schätzchen auf die Pauke haut
- 1971: Verliebte Ferien in Tirol
- 1971: Hochwürden drückt ein Auge zu
- 1972: Mensch ärgere dich nicht
- 1972: Das Rätsel des silbernen Halbmonds (Sette orchidee macchiate di rosso)
- 1972: Der Killer und der Kommissar (Le tueur)
- 1972: Die lustigen Vier von der Tankstelle
- 1972: Trubel um Trixie
- 1972: 100 Fäuste und ein Vaterunser (Alleluja e Sartana, figli di… Dio)
- 1975: Ich denk’ mich tritt ein Pferd
- 1977: Waldrausch
- 1984: Mama Mia – Nur keine Panik
- 2005: Felix – Ein Hase auf Weltreise (Stimme)
- 2013: Fack ju Göhte
- 2015: Fack ju Göhte 2
- 2016: Vor. Seit. Schluss!
- 2017: Fack ju Göhte 3
- 2019: Schmucklos
- 2019: Klaus (Stimme)
- 2020: Max und die wilde 7
- 2024: Max und die Wilde 7: Die Geister-Oma

### Fernsehen (Auswahl)
- 1963: Protokoll einer Revolution (Kurzfilm)
- 1973: Der Kommissar, Folge 64 Ein Mädchen nachts auf der Straße (Fernsehserie)
- 1975: Jedermanns Weihnachtsbaum (Fernsehfilm)
- 1976: Derrick, Folge Angst (Fernsehserie)
- 1977: Die Kette (Fernsehfilm)
- 1977–1988: Polizeiinspektion 1 (Fernsehserie)
- 1978: Der Alte, Folge Ein Koffer (Fernsehserie)
- 1978: Die blaue Maus (Fernsehfilm)
- 1978: Mr. Carlis und seine abenteuerlichen Geschichten (Fernsehserie)
- 1979: Appartement für drei (Fernsehfilm)
- 1983: Flöhe hüten ist leichter (Fernsehfilm)
- 1983–1985: Unsere schönsten Jahre (Fernsehserie)
- 1984, 1988: Die Wiesingers (Fernsehserie)
- 1984: Mensch ohne Fahrschein (Fernsehfilm)
- 1986: Das Traumschiff: Thailand (Fernsehreihe)
- 1986: Der Landarzt, Folge Geburtstag (Fernsehserie)
- 1986: Der Landarzt, Folge Glücklich geschieden (Fernsehserie)
- 1986: Kein Anschluß unter dieser Nummer (Fernsehfilm)
- 1989–1993: Zwei Münchner in Hamburg (Fernsehserie)
- 1991: Das größte Fest des Jahres – Weihnachten bei unseren Fernsehfamilien (Fernsehfilm)
- 1992: Widerspenstige Viktoria (Fernsehfilm)
- 1992–1993: Ein Schloß am Wörthersee (Fernsehserie)
- 1993: Tierärztin Christine (Fernsehfilm)
- 1994–1997: Anna Maria – Eine Frau geht ihren Weg (Fernsehserie)
- 1995: Tierärztin Christine II: Die Versuchung (Fernsehfilm)
- 1997: Schwurgericht (Fernsehreihe)
- 1997: 60 Minuten Todesangst (Fernsehfilm)
- 1997: Frucht der Gewalt (Fernsehfilm)
- 1997: Mein Papa ist kein Mörder (Fernsehfilm)
- 1997: Blutige Rache (Fernsehfilm)
- 1997: Staatsanwältin Hohenberg (Fernsehserie)
- 1998: Fröhliche Chaoten (Fernsehfilm)
- 1998: Tierärztin Christine III: Abenteuer in Südafrika (Fernsehfilm)
- 1998–2000: Sylvia – Eine Klasse für sich (Fernsehserie)
- 1999: Heimlicher Tanz (Fernsehfilm)
- 2001: Die Erpressung – Ein teuflischer Pakt (Fernsehfilm)
- 2002: Klinik unter Palmen (Fernsehserie)
- 2003: Drei unter einer Decke (Fernsehfilm)
- 2003: Alles Glück dieser Erde (Fernsehfilm)
- 2003: Zwei am großen See (Fernsehfilm)
- 2005: Zwei am großen See – Die Eröffnung (Fernsehfilm)
- 2005: Zwei am großen See – Angriff aufs Paradies (Fernsehfilm)
- 2005: SOKO 5113, Folge Ein Engel stirbt (Krimiserie)
- 2006: Zwei am großen See – Feindliche Übernahme (Fernsehfilm)
- 2006: Zwei am großen See – Große Gefühle (Fernsehfilm)
- 2006: Utta Danella – Eine Liebe im September (Fernsehreihe)
- 2008: Das Traumhotel – Karibik (Fernsehserie)
- 2008: Wieder daheim (Fernsehfilm)
- 2008: Zur Sache, Lena! (Fernseh-Vierteiler)
- 2008: Meine liebe Familie (Fernseh-Mehrteiler)
- 2009: Ein Fall für zwei, Folge Skorpion im dritten Haus (Fernsehserie)
- 2010: Diese Frau von vorhin (Fernsehfilm)
- 2011: Für immer daheim (Fernsehfilm)
- 2011: Der Winzerkrieg (Fernsehfilm)
- 2012: Katie Fforde: Sprung ins Glück (Fernsehreihe)
- 2013: Rosamunde Pilcher – Schlangen im Paradies (Fernsehreihe)
- 2013: Familie inklusive (Fernsehfilm)
- 2014: SOKO Stuttgart, Folge Die Cremeprinzessin (Krimiserie)
- 2014: Bewegte Republik – 70 Jahre Kultur: Zur Waffe, Schätzchen (Dokumentation)
- 2014: Wo liegt das bessere Deutschland – Ost gegen West (Dokumentarfilm)
- 2015: Rosamunde Pilcher – Vollkommen unerwartet (Fernsehreihe)
- 2018: München Grill, Folge Kein Wort (Fernsehserie)
- 2018: Klamke – Die Kiosk Comedy (Fernsehserie, 2 Folgen)
- 2019: Club der einsamen Herzen (Fernsehfilm)
- 2019: Das Traumschiff – Antigua (Fernsehreihe)
- 2022: Balko – Teneriffa: Doppelt hält besser (Fernsehreihe)
- 2022: King of Stonks (Netflix-Serie)
- 2023: Inga Lindström: Einfach nur Liebe (Fernsehreihe)
- 2024: Schneekind – Ein Schwarzwaldkrimi (Fernseh-Zweiteiler)
- 2024: Das Grundgesetz der Tiere (Fernsehfilm; Synchronisation von Elisabeth Selbert)

### Drehbücher
(u. a. Beteiligung, Mitwirkung und Idee)
- 1993: Tierärztin Christine (TV)
- 1994–1996: Anna Maria – Eine Frau geht ihren Weg (Serie)
- 1995: Tierärztin Christine II: Die Versuchung (TV)
- 1997–2000: Sylvia – Eine Klasse für sich (Serie)
- 1998: Tierärztin Christine III: Abenteuer in Südafrika (TV)

### Dokumentarfilme (Auswahl)
- 2006: Uschi Glas – Schauspielerin – Menschen in München, München TV, 42 Minuten[28]
- 2016: Uschi Glas – Ich weiß, wo ich herkomm’, Regie: Beatrice Sonhüter, Doku-Reihe Lebenslinien, Bayerischer Rundfunk, 44 Minuten[29]
- 2021: Uschi Glas – Eine Film- und TV-Legende, Regie: Otto Retzer, Dokumentation, ORF III, 46 Minuten
- 2022: van Hoofen – Uschi Glas, München TV, 42 Minuten

## Theater
- 1969: Unsere liebste Freundin (mit Johannes Heesters, Anna Teluren; Regie: Alfons Höckmann)
- 1974: Vater einer Tochter (mit Karl Schönböck; Regie: Harald Leipnitz)
- 1975: Zweimal Hochzeit (mit Siegfried Rauch, Claus Wilcke; Regie: Jürgen Wölffer)
- 1975: Der Färber und sein Zwillingsbruder (mit Josef Meinrad; Regie: Axel von Ambesser)
- 1978: Barfuß im Park (mit Horst Janson, Gerda-Maria Jürgens)
- 1978: Spiel mit dem Feuer (mit Harald Juhnke; Regie: Jürgen Wölffer)
- 1979: Barfuß im Park
- 1979: Spiel mit dem Feuer
- 1980: Pygmalion (mit Karl-Heinz Vosgerau, Fee von Reichlin, Hilde Volk, Erik Ode, Alexander Golling; Regie: Rolf von Sydow)
- 1980–1982: Mary-Mary (mit Michael Hinz, Viktoria Brams; Regie: Horst Sachtleben)
- 1983–1985: Mittagsstunde (mit Horst Naumann; Regie: Horst Sachtleben)
- 1989: Falscher Alarm (mit Karl-Heinz Vosgerau; Regie: Horst Sachtleben)
- 2006: Vermischte Gefühle (mit Michael Hinz; Regie: Horst Sachtleben)
- 2013: Heiße Sohlen (Landestheater Linz)
- 2018: Nockherberg – Singspiel: Die glorreiche 7 (als Stargast Apanatschi; Regie: Stefan Betz und Richard Lehmann)

## Musik

### Singles
- 1968: Cover Girl / Al Capone
- 1969: Es ist schön / Up to Date
- 1969: Das kann schon mal passieren
- 1970: Wenn dein Herz brennt (Love Grows) / Laylalou
- 1970: Chucky / Bobby Taylor
- 1971: Denn ich liebe die Welt / Meine Freunde sind die Sterne
- 1972: Laß mich mein Leben leben / Mein Wochenende
- 1974: Ich suche die Brücke hinüber zu dir / Mein Herz ist wegen Liebe geschlossen
- 1982: Fahrschule (mit Heinz Schenk)
- 2014: Das dicke, dicke Ding (WM-Videoclip-Song von Mister Santos)

### Alben
- 1997: Denn ich liebe die Welt (Kompilation)
- 2002: Uschi Glas singt die schönsten Weihnachtslieder (Album)
- 2003: Sonne, Mond und Sterne – Uschi Glas singt die schönsten deutschen Lieder (Album)

## Auszeichnungen
- 1967: Bravo Otto in Bronze
- 1968: Nominierung Deutscher Filmpreis – Beste Darstellerin
- 1969: Bambi
- 1969: Bravo Otto in Gold
- 1970: Bravo Otto in Gold
- 1971: Bravo Otto in Gold
- 1972: Bravo Otto in Gold (2×)
- 1973: Bravo Otto in Gold
- 1974: Bravo Otto in Silber
- 1976: Bravo Otto in Bronze
- 1977: Bravo Otto in Silber
- 1984: Nominierung Bambi – Beliebtestes TV-Serienpaar (mit Elmar Wepper)
- 1984: Goldene Kamera in der Kategorie Bester Fernsehliebling (weiblich) (3. Platz der Hörzu-Leserwahl)
- 1990: Goldene Kamera in der Kategorie Beliebtester Seriendarstellerin (1. Platz der Hörzu-Leserwahl)
- 1990: Bambi
- 1990: Romy als Beliebteste Schauspielerin
- 1992: Romy als Beliebtester Serienstar
- 1992: Bayerischer Verdienstorden
- 1993: Romy als Beliebtester Serienstar
- 1995: Goldene Kamera in der Kategorie Beste Schauspielerin
- 1995: Bayerischer Fernsehpreis Ehrenpreis
- 1997: Goldener Gong
- 1998: Österreichisches Ehrenkreuz für Wissenschaft und Kunst
- 1998: Bundesverdienstkreuz 1. Klasse
- 1998: Goldener Gong
- 1999: Courage-Preis
- 2003: Rose vom Wörthersee
- 2004: Nominierung für den Romy – beliebtester weiblicher Serienstar
- 2005: Brisant Brillant, Kategorie Soziales Engagement
- 2005: Wissenschaftspreis Laien schaffen Wissen des Hamburger Umweltinstitutes e. V.
- 2007: Aufnahme in der Hall of Fame bei der DIVA-Preisverleihung
- 2008: Bayerischer Bierorden[31]
- 2009: KIND-Award National von Kinderlachen
- 2011: Bayerische Staatsmedaille für soziale Verdienste[32]
- 2012: Orden Wider die Neidhammel für ihre darstellerischen Leistungen
- 2012: IDIZEM-Dialogpreis in der Kategorie Jugend & Bildung für die Initiative BrotZeit[33]
- 2013: Werzer’s Award
- 2013: fit-4-future-Award, Ehrenpreis für ihr Charity-Projekt brotZeit
- 2014: Victress Social Impact Award, Sonderpreis für ihr Engagement mit ihrem Verein BrotZeit
- 2015: Goldene Schlemmer-Ente für ihr Engagement innerhalb der Initiative Brotzeit[34]
- 2015: München leuchtet in Gold
- 2015: Neuköllner Ehrennadel für soziales Engagement
- 2016: St. Georgs Orden des Dresdner Opernballs[35] für ihre beeindruckenden künstlerischen Erfolge[36]
- 2016: Prix Courage für soziales Engagement
- 2016: Look! Outstanding Career Award
- 2017: Botschafterin von Niederbayern
- 2017: Finest Mercy Generation Award, als Gründerin für ihren Verein BrotZeit
- 2018: AZ-Jubiläumspreis Monaco
- 2019: Steiger Award – in der Kategorie Charity
- 2019: Bambi in der Kategorie Ehrenpreis
- 2019: Das Goldene Herz von Ein Herz für Kinder
- 2023: Bayerischer Verfassungsorden[37]
- 2025: Bayerischer Filmpreis 2024: Ehrenpreis/Preis des Ministerpräsidenten[38]

## Bücher
- Uschi Glas: Gesund, schlank und schön. Mit Uschi Glas durchs Jahr. (Kochbuch), Pichler, Wien 1996.
- Uschi Glas: Mit einem Lächeln – mein Leben. Droemer, München 2004, ISBN 3-426-27323-3.
- Uschi Glas: Herzenssache. Vom Glück, gebraucht zu werden. adeo Verlag, 2016, ISBN 978-3-86334-083-4
- Uschi Glas: Ein Schätzchen war ich nie: Zum 80. Geburtstag der Filmikone. Mosaik, Berlin, 2024, ISBN 978-3-4423-9431-9.